# Colin Vearncombe
Colin Vearncombe (26. května 1962 Liverpool – 26. ledna 2016, Cork, Irsko), známý pod pseudonymem Black, byl anglický zpěvák a skladatel.
Vyvstal z punk rockové hudební scény a dosáhl mainstreamového popového úspěchu na konci 80. let, zejména se singlem „Wonderful Life“ z roku 1986, který se stal mezinárodním hitem. William Ruhlmann z All Music popsal Vearncomba jako „kouřově zpívajícího zpěváka/skladatele, jehož sofistikované jazz-popové písně a dramatické vokální doručení je někde mezi Bryanem Ferrym a Morrisseyem“.
Black prodal více než dva miliony nahrávek po celém světě s alby Comedy (1988) a Black (1991).
10. ledna 2016 prodělal dopravní nehodu poblíž letiště Cork v Irsku, při které utrpěl vážné poranění hlavy. Zemřel na následky zranění na jednotce intenzivní péče v Cork University Hospital dne 26. ledna 2016 ve věku 53 let. Zůstala po něm vdova, švédská operní zpěvačka a bývalá zpěvačka One 2 Many Camilla Griehsel a tři děti.